# Les Films Corona
Les Films Corona était une entreprise française, à la fois société de production et société de distribution de films, dirigée par Robert Dorfmann.

## Histoire
La société Les Films Corona (SIREN 552-126-781), situé au 40 rue Diderot à Nanterre, a été créée le 25 octobre 1955 et radiée le 9 mars 1988. Elle est fondée par Robert Dorfmann et Henri Bérard. Des années 1950 à 1970, Dorfmann est considéré comme l'un des plus grands producteurs français, alignant les succès dans des genres très différents. Il fait preuve d'éclectisme et est réputé pour prendre de grands risques, par exemple sur la superproduction comique Le Corniaud (1965), auquel il alloue des moyens disproportionnés pour une comédie de l'époque. Son dernier succès est un énième pari : un film américain à grand budget, Papillon (1973), réunissant deux vedettes mondiales, Steve McQueen et Dustin Hoffman, produit indépendamment des majors hollywoodiennes et contre leur volonté.
En décembre 1987, Les Films Corona est absorbé par la Financière Robur. Robur fusionnera avec UGC Droits Audiovisuels en 1992 puis sera acquis par Canal+ en 1996. Le catalogue des Films Corona est aujourd'hui intégré à StudioCanal.
Au cours de la pandémie de Covid-19, lors du premier confinement en France, la télévision rediffuse des classiques du cinéma national, dont certains produits par Robert Dorfmann : de nombreux spectateurs remarquent avec stupeur le nom de la société de production, leur rappelant le coronavirus,.

## Films produits et/ou distribués

### Années 1930 et 1940
- 1934 : Zouzou de Marc Allégret (Distribution France)
- 1945 : La Ferme du pendu de Jean Dréville (Distribution France)
- 1946 : La Femme fatale de Jean Boyer (Distribution France)
- 1947 : Quai des Orfèvres de Henri-Georges Clouzot (Distribution France)
- 1947 : Bethsabée de Léonide Moguy (Distribution France)
- 1947 : Mademoiselle s'amuse de Jean Boyer (Distribution France)
- 1948 : Manon de Henri-Georges Clouzot (Distribution France)
- 1948 : Les Amants de Vérone de André Cayatte (Distribution France)
- 1948 : L'Armoire volante de Carlo Rim (Distribution France)
- 1948 : Femme sans passé de Gilles Grangier (Distribution France)
- 1949 : Nous irons à Paris de Jean Boyer (Distribution France)
- 1949 : La Marie du port de Marcel Carné (Distribution France)
- 1949 : La Beauté du diable de René Clair (Distribution France)
- 1949 : Au grand balcon de Henri Decoin (Distribution France)
- 1949 : Le Bal des pompiers de André Berthomieu (Distribution France)
- 1949 : La Petite Chocolatière de André Berthomieu (Distribution France)

### Années 1950
- 1950 : Pigalle-Saint-Germain-des-Prés de André Berthomieu (Distribution France)
- 1950 : Garou-Garou, le passe-muraille de Jean Boyer (Distribution France)
- 1950 : Justice est faite de André Cayatte (Distribution France)
- 1950 : Miquette et sa mère de Henri-Georges Clouzot (Distribution France)
- 1950 : Le Roi Pandore de André Berthomieu (Distribution France)
- 1951 : Jamais deux sans trois de André Berthomieu (Distribution France)
- 1951 : Adhémar ou le Jouet de la fatalité de Fernandel (Distribution France)
- 1951 : Nous irons à Monte-Carlo de Jean Boyer (Distribution France)
- 1953 : Le Carrosse d'or de Jean Renoir (Distribution France)
- 1953 : Les Compagnes de la nuit de Ralph Habib (Distribution France)
- 1954 : Touchez pas au grisbi de Jacques Becker (Distribution France)
- 1954 : L'Air de Paris de Marcel Carné (Distribution France)
- 1954 : Les Amants du Tage de Henri Verneuil (Distribution France)
- 1954 : L'Œil en coulisses de André Berthomieu (Distribution France)
- 1954 : Une vie de garçon de Jean Boyer (Distribution France)
- 1954 : Escale à Orly de Jean Dréville (Production déléguée)
- 1954 : La Rage au corps de Ralph Habib (Distribution France)
- 1956 : Reproduction interdite de Gilles Grangier (Distribution France)
- 1956 : En effeuillant la marguerite de Marc Allégret (Distribution France)
- 1957 : Sois belle et tais-toi de Marc Allégret (Distribution France)
- 1957 : Echec au porteur de Gilles Grangier (Distribution France)
- 1958 : Les Tricheurs de Marcel Carné (Distribution France)
- 1958 : La Loi de Jules Dassin (Distribution France)
- 1958 : Le Désordre et la nuit de Gilles Grangier (Distribution France)
- 1958 : L'Ambitieuse de Yves Allegret (Distribution France)
- 1958 : Le Passager clandestin de Ralph Habib (Distribution France)
- 1958 : Une balle dans le canon de Charles Gérard, Michel Deville (Distribution France)
- 1958 : Houla-Houla de Robert Darene (Distribution France)
- 1959 : Délit de fuite de Bernard Borderie (Distribution France)

### Années 1960
- 1962 : Virginie de Jean Boyer (Production déléguée), (Distribution France)
- 1963 : Le Coup de bambou de Jean Boyer (Production déléguée)
- 1963 : Les Tontons flingueurs de Georges Lautner (Production déléguée)
- 1963 : La Cuisine au beurre de Gilles Grangier (Production déléguée)
- 1964 : Relaxe-toi, Chérie de Jean Boyer (Production déléguée)
- 1965 : Le Corniaud de Gérard Oury (Production déléguée)
- 1965 : Les Bons Vivants de Gilles Grangier, Georges Lautner (Production déléguée)
- 1966 : La Grande Vadrouille de Gérard Oury (Production déléguée)
- 1966 : Intrigue à Suez (Un colpo da mille miliardi) de Paolo Heusch (Production déléguée)
- 1968 : Manon 70 de Jean Aurel (Production déléguée)
- 1968 : Le Tatoué de Denys de La Patellière (Production déléguée)
- 1968 : La Prisonnière de Henri-Georges Clouzot (Production déléguée)
- 1969 : L'Armée des ombres de Jean-Pierre Melville (Production déléguée)
- 1969 : Le Voleur de crimes de Nadine Trintignant (Production déléguée)
- 1969 : Les Deux Sœurs (Le sorelle) de Roberto Malenotti (Production déléguée)

### Années 1970
- 1970 : Trop petit mon ami de Eddy Matalon (Production déléguée)
- 1970 : Tristana de Luis Buñuel (Production déléguée)
- 1970 : L'Aveu de Costa-Gavras (Production déléguée)
- 1970 : Le Cercle rouge de Jean-Pierre Melville (Production déléguée), (Distribution France)
- 1970 : Candy de Nadine Marquand (Production déléguée)
- 1970 : De la part des copains (Cold Sweat) de Terence Young (Production déléguée)
- 1970 : La Route de Salina de Georges Lautner (Production déléguée), (Distribution France)
- 1970 : Michel Strogoff de Eriprando Visconti (Production déléguée)
- 1971 : Soleil rouge (Red Sun) de Terence Young
- 1971 : Le Retour d'Ivanhoé (La spada normanna) de Roberto Mauri
- 1971 : Le Venin de la peur (Una lucertola con la pelle di donna) de Lucio Fulci (production déléguée)
- 1971 : Trafic de Jacques Tati (Production déléguée), (Distribution France)
- 1972 : Un flic de Jean-Pierre Melville (Distribution France)
- 1972 : Nous ne vieillirons pas ensemble de Maurice Pialat (Distribution France)
- 1974 : L'annonce faite au mari comme Corona Film
- 1979 : Clair de femme de Costa-Gavras (Production déléguée)